# سكسينيميد
سكسينيميد أو سكسينميد هو مركب عضوي صيغته الكيميائية المجملة C4H5NO2، وهو ينتمي إلى مجموعة الإيميدات الوظيفية، وهو إيميد حمض السكسينيك، ويوجد في الشروط القياسية على هيئة مسحوق بلوري أبيض.

## التحضير
يمكن أن يحضّر هذا المركب من تفاعل الأمونيا مع أنهيدريد السكسينيك. كما يمكن أن يحضّر من التفكك الحراري لمركب سكسينات الأمونيوم.

## الخواص
يوجد المركب في الشروط القياسية على هيئة صلب بلوري أبيض، وهو سهل الانحلالية في الماء والإيثانول، ولكنه ضعيف الانحلال في الإيثر. يؤدي تسخين المركب إلى درجات حرارة تتجاوز 287 °س إلى تفككه.

## الاستخدامات
تستخدم المركبات الكيميائية المشتقة من هذا المركب والمعروفة باسم «السكسينيميدات» في المجال الدوائي على هيئة مضادات اختلاج.